# Збірна Люксембургу з хокею із шайбою
Збірна Люксембургу з хокею із шайбою — національна чоловіча збірна команда Люксембургу, яка представляє країну на міжнародних змаганнях з хокею. Функціонування команди забезпечується Люксембурзькою федерацією хокею на льоду.
За результатами 2022 року команда посідає 44-е місце (з 58-ми можливих) у світовому рейтнгу хокейних збірних. З 2005 року змагається у третьому дивізіоні світового хокейного чемпіонату.

## Історія
Хоча федерація хокею Люксембургу увійшла до переліку членів Міжнародної федерації хокею із шайбою (IIHF) ще 1912 року, перша офіційна гра національної збірної цієї країни відбулася лише через 80 років — 21 березня 1992 року, в рамках турніру групи C2 світового чемпіонату, який проходив у Південно-Африканській Республіці. Під час цього турніру серед найслабкіших хокейних збірних світу команда Люксембургу зазнали трьох поразок при одній перемозі та одній нічиїй, різниця закинутих і пропущених шайб склала 20-73.
Після такого нищівного дебюту на міжнародній арені збірна Люксембургу деякий час участі в міжнародних турнірах не брала. Повернення відбулося лише 2000 року, а з 2002 команда стала постійним учасником чемпіонатів світу з хокею, виступаючи у нижчих дивізіонах турніру, зокрема у 2017 році збірна на рік підвищилась до другого дивізіону.

## Участь в чемпіонатах світу
| Рік  | Дивізіон               | Позиція у дивізіоні | Позиція у світі |
| ---- | ---------------------- | ------------------- | --------------- |
| 1992 | Група C2               | 5                   | 31              |
| 2000 | Група D                | 8                   | 41              |
| 2002 | Дивізіон II – Група B  | 6                   | 40              |
| 2003 | Дивізон III            | 2                   | 42              |
| 2004 | Дивізіон II            | 6                   | 39              |
| 2005 | Дивізіон III           | 3                   | 43              |
| 2006 | Дивізіон III           | 5                   | 45              |
| 2007 | Дивізіон III           | 3                   | 42              |
| 2008 | Дивізіон III           | 3                   | 43              |
| 2009 | Дивізіон III           | 3                   | 43              |
| 2010 | Дивізіон III – Група A | 3                   | 45              |
| 2016 | Дивізіон III           | 4                   | 43              |
| 2017 | Дивізіон III           | 1                   | 41              |
| 2018 | Дивізіон ΙІВ           | 6                   | 42              |
| 2019 | Дивізіон ΙІІА          | 4                   | 44              |
| 2022 | Дивізіон ΙІІА          | 5                   | 41              |
| 2023 | Дивізіон ΙІІА          | 5                   | 45              |
| 2024 | Дивізіон ΙІІА          | 3                   | 43              |
| 2025 | Дивізіон ΙІІА          | 6                   | 46              |

## Відомі гравці
- Серж Мілано